# Oscar Cesare

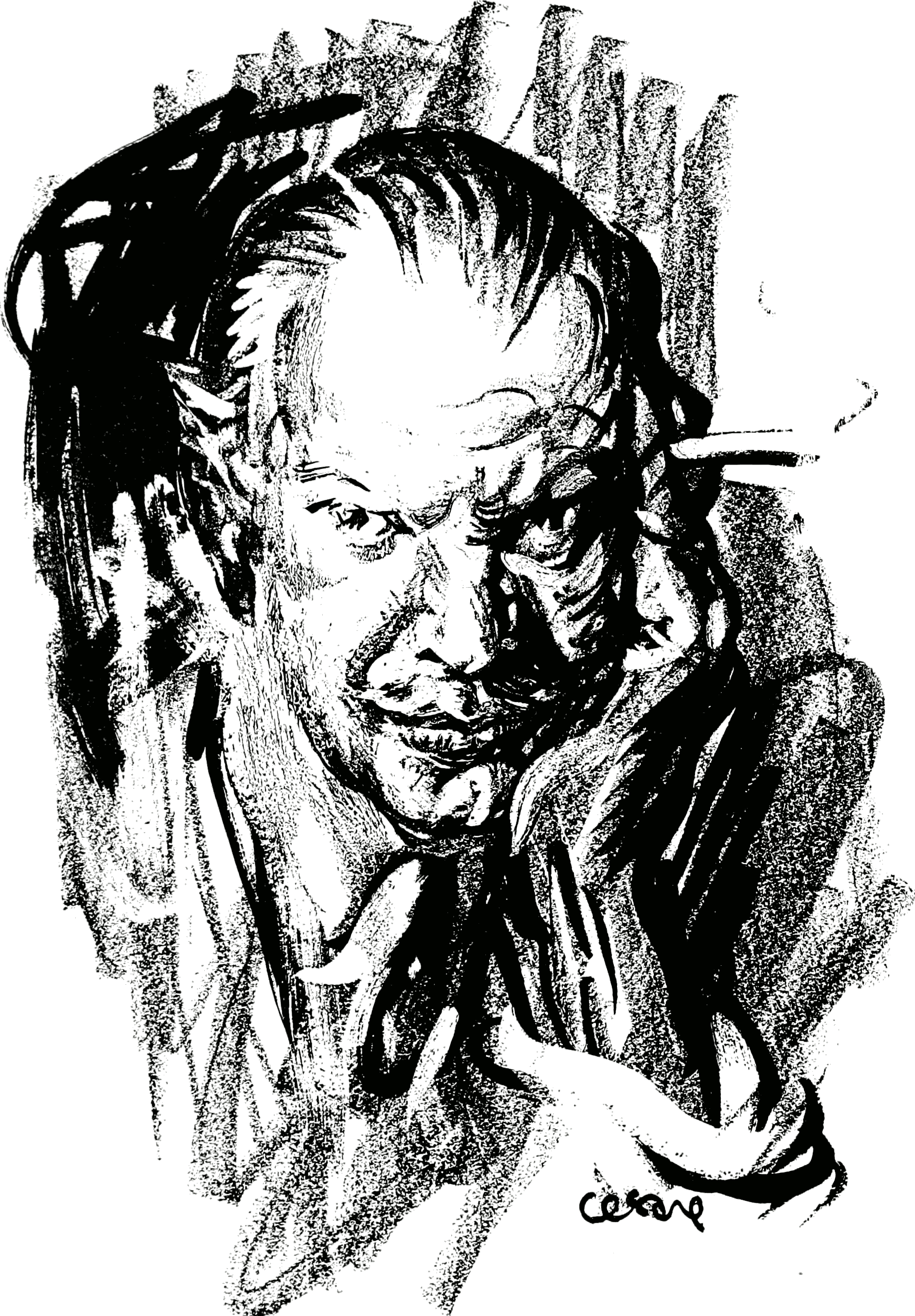
Oscar Cesares självporträtt

Oscar Edward Cesare, född 7 oktober 1883 i Linköping, död 24 juli 1948 i Stamford, Connecticut, var en svensk-amerikansk målare, tecknare och illustratör.
Han föddes som oäkta son till skomakaränkan Carolina Persdotter Caesar. Han var gift första gången med Margaret Porter men äktenskapet upplöstes 1916, andra gången från 1927 med Ann Valentine Kelly.
Cesare studerade konst i Paris men flyttade redan som artonåring till Buffalo där han fortsatte sina studier därefter flyttade han till Chicago där han tecknade illustrationer för de stora dagstidningarna. Efter en kort period märkte han att flera större tidningar i New York önskade publicera hans illustrationer och för att komma närmare tidningsredaktionerna flyttade han dit. Hans illustrationer publicerades i bland annat The World, The Sun och The Evening Post. Från 1920 till något år före sin död tillhörde han den fasta tecknarstaben vid The New York Times bilaga The Sunday Magazine.
Under ett besök i Moskva 1922 sammanträffade han med Lenin, det porträtt och intervjun han då gjorde publicerades i The Sunday Magazine och väckte en stor uppmärksamhet. Bland andra personer som blivit avritade av Cesare märks Joseph Conrad, Sinclair Lewis, Louis Blériot och Benito Mussolini. Han utgav 1916 ett urval av sina då bästa teckningar i boken One Hundred Cartoons och han har med ett dussintal porträtt av amerikanska politiker och statstjänstemän illustrerat boken Behind the Mirrors - The Psychology Disintegration at Washington 1922. I utställningssammanhang medverkade han i The American-Scandinavian Foundations vandringsutställning i Skandinavien 1920 med en grupp litografier.